# Raven Saunders
Raven Saunders   (Charleston, Estats Units, 15 de maig de 1996) és una atleta estatunidenca, especialitzada en el llançament de pes. Ha participat en 2 Olimpíades, guanyant la medalla de plata en els Jocs Olímpics de Tòquio 2020.
Saunders guanyà 3 títols consecutius de la competició universitària de la NCAA i fou la primera atleta júnior estatunidenca en llançar per sobre dels 18 metres. Després de participar en els Jocs Olímpics de Rio 2016 i en el Campionat del Món de Londres 2017, va haver d'aturar la carrera professional degut a problemes de salut mental. Des d'aleshores, ha donat testimoni de la seva situació, per tal de visibilitzar i donar valor a la salut mental, així com denuncia els valors racistes de la societat i es reivindica com a defensora de la teoria queer.
En els Jocs Olímpics de Tòquio 2020, aconseguia la medalla de plata, amb un llançament de 19.79 metres, quedant just per darrere de la xinesa Gong Lijiao. En el podi, Saunders va fer una "x" amb les mans, com a senyal de "defensa de totes les persones oprimides".
El mes de març de 2023 Saunders era sancionada durant 18 mesos per l'Agència Anti-Dopatge dels Estats Units, per no haver-se presentat a 3 controls.

## Marques personals
| Disciplina            | Marca  | Seu      | Data               |
| --------------------- | ------ | -------- | ------------------ |
| Llançament de pes     | 19.96m | Eugene   | 24 de juny de 2021 |
| Llançament de disc    | 56.85m | Alhabama | 19 de març de 2016 |
| Llançament de martell | 57.97m | Alhabama | 12 de maig de 2016 |

## Trajectòria professional
| Jocs Olímpics     | Jocs Olímpics  | Jocs Olímpics | Jocs Olímpics     |
| Any               | Seu            | Posició       | Prova             |
| ----------------- | -------------- | ------------- | ----------------- |
| 2016              | Rio de Janeiro | 5a posició    | Llançament de pes |
| 2020              | Tòquio         | 2             | Llançament de pes |
| Campionat del Món |                |               |                   |
| 2017              | Londres        | 10a posició   | Llançament de pes |